# 関口氏兼
関口 氏兼（せきぐち うじかね、？－大永5年（1525年））は、戦国時代の今川氏家臣。関口教兼の子で政興の弟と推測される。妻は堀越貞延の娘。官途名は刑部少輔。

## 経歴
関口氏は今川氏の庶流で室町幕府奉公衆の家柄であったが、氏兼の時代に駿河国に下って今川氏に仕え、関口家本家の名乗りである刑部大輔にちなんで「刑部少輔」と称したと考えられている。
永正10年（1513年）頃から息子の慶王と共に史料に登場し、翌11年（1514年）に真珠院に対して棟別銭を免除したことを通知しているため、この時期には今川氏に仕えていたことが分かる。その後、大永5年（1525年）に駿府で開かれた百韻連歌に正親町三条実望・宗長とともに参加、続いて同月に開かれた宗長主催の連歌会に参加している。
その後、程なく氏兼が亡くなって息子の刑部少輔某（幼名は慶王、実名は不詳）が家督を継いだが、天文5年（1536年）以前に死去して瀬名氏貞（貞延の孫）の子である関口氏純が婿養子となって家督を継いだと考えられている。氏純の妻とされる刑部少輔某（慶王）の娘と思われる女性については、天文11年（1542年）9月以前に浅間神社に父から譲り受けた土地を寄進した「関口刑部娘」や天文13年（1544年）8月に存在が確認される「関口御新造」が該当するとみられる。